# Микільське (селище, Куп'янський район)
Микільське — селище в Україні, у Великобурлуцькій селищній громаді Куп'янського району Харківської області. Населення становить 41 осіб. До 2020 орган місцевого самоврядування — Катеринівська сільська рада.

## Географія
Селище Микільське знаходиться на одному з витоків річки Нижня Дворічна, нижче за течією розташоване село Катеринівка, біля села на річці гребля яка утворила невеличке водосховищі (~ 27 га).

## Історія
Село засноване в 1838 році.
За даними на 1864 рік у власницькій слободі, центрі Шиповацької волості Вовчанського повіту, мешкало 580 осіб (286 чоловічої статі та 294 — жіночої), налічувалось 70 дворових господарств, існував вівчарний завод.
Станом на 1914 рік кількість мешканців зросла до 1201 особи.
Село постраждало внаслідок геноциду українського народу, проведеного урядом СССР в 1932—1933 роках, кількість встановлених жертв — 81 людина.
12 червня 2020 року, відповідно до розпорядження Кабінету Міністрів України № 725-р «Про визначення адміністративних центрів та затвердження територій територіальних громад Харківської області», увійшло до складу Великобурлуцької селищної громади.
19 липня 2020 року, в результаті адміністративно-територіальної реформи та ліквідації Великобурлуцького району, селище увійшло до складу Куп'янського району Харківської області.
Російська окупація селища почалася 24 лютого 2022 року.
11 вересня 2022 року воїни Збройних Сил України в ході Харківської контрнаступальної операції звільнили від російських окупантів населені пункти Великобурлуцької селищної територіальної громади.

## Відомі уродженці
Назаренко Леонід Миколайович  (21 грудня 1960 — 15 липня 1981) — радянський військовик, кавалер ордена Червоної зірки.